# Matthias Dorfer
Matthias Dorfer (Bad Reichenhall, 7 de marzo de 1993) es un deportista alemán que compite en biatlón. Ganó dos medallas en el Campeonato Europeo de Biatlón, plata en 2016 y bronce en 2022.

## Palmarés internacional
| Campeonato Europeo | Campeonato Europeo | Campeonato Europeo | Campeonato Europeo  |
| Año                | Lugar              | Medalla            | Prueba              |
| ------------------ | ------------------ | ------------------ | ------------------- |
| 2016               | Tiumén (Rusia)     | Medalla de plata   | Relevo de velocidad |
| 2022               | Arber (Alemania)   | Medalla de bronce  | Individual          |